# Comanche (volk)

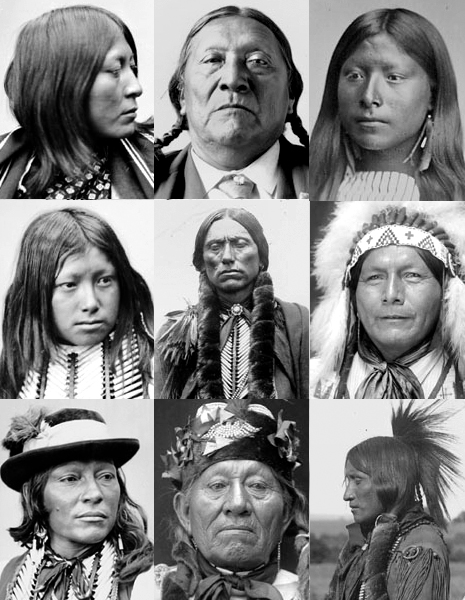
Comanche

De Comanche is een van de oorspronkelijke Uto-Azteekse indianenvolken van Noord-Amerika. Ze hebben zich circa 1700 afgesplitst van de Wind River Shoshoni, ofwel Oostelijke Shoshone. De naam is een exoniem; zelf noemen ze zich Neme-ne.
Het leefgebied van de Comanche strekte zich uit van het huidige New Mexico, gedeeltes van Texas, Oklahoma, tot het zuiden van Colorado en Kansas. In zijn hoogtijdagen telde het volk waarschijnlijk zo'n 20.000 leden. Tegenwoordig leven er nog rond de 10.000. Het merendeel van hen heeft zijn leefgebied in Oklahoma, de rest woont in Texas, Californië en New Mexico.
De Comanche staan bekend om hun goede omgang met paarden en behoren tot de beste ruiters van Amerika.
Ten tijde van de blanke kolonisatie stonden de Comanche bekend als "blankenhaters", hoewel ze ook als goede handelslieden bekendstonden. In historisch perspectief gezien kan worden gesteld dat ze zich niet geliefd maakten. Door hun opportunistische kijk en zucht naar machtsuitbreiding maakten zij zich ook niet geliefd bij andere inheemse volken. Er zijn tijden geweest dat de Comanche schijnbaar met iedereen problemen hadden.

## Geschiedenis
De Comanche zijn eigenlijk Shoshone die kort na 1680 paarden kregen en zich vervolgens afsplitsten van de Shoshone. Rond 1700 verschenen de eerste groepen op de prairie in Zuidoost-Colorado. De oorspronkelijke bewoners, de Lipan Apache, werden verdreven naar de randen van de prairie, en rond 1750 beheersten de Comanche op de Great Plains een jachtgebied van 400 bij 600 km in de huidige staten Texas, Oklahoma, New Mexico en Kansas. Zij voerden oorlog met de hen omringende volken, zoals de al eerder genoemde Lipan Apache, en met de Tonkawa, Niukonska (Osage), Tayovayas (Wichita) en de Chahiksichahiks (Pawnee). Rond 1790 sloten zij onder invloed van handelaren uit Santa Fe een alliantie met de Kgoy-goo (Kiowa). Samen vormden zij een zuidelijk machtsblok, wat de Fransen van verdere westelijke penetratie weerhield en de Spanjaarden en later de Mexicanen blokkeerden in hun noordwaartse bedoelingen. Behalve roof- en plundertochten tegen de hen omringende inheemse volken, voerden de Comanche en de Kiowa verre strooptochten uit tot diep in Mexico. Het ging daarbij niet alleen om de materiële buit, maar ook om het kidnappen van jonge kinderen, waarmee de bloedlijn binnen het stamverband regelmatig werd ververst. Deze jaarlijkse strooptochten voerden altijd langs dezelfde wegen en lieten diepe sporen achter in het landschap, de zogenaamde "Comanche Traces".
De Comanche bestonden uit een aantal groepen: Yampareekuh, Penaterkuh, Nawjekuh, Kwerarenkuh en Kutsotekuh.